# New York Chamber of Commerce
A New York Chamber of Commerce ou Câmara de Comércio de Nova York foi fundada em 1768 por vinte comerciantes da cidade de Nova York. Como a primeira organização comercial desse tipo nos Estados Unidos, atraiu a participação de vários dos líderes empresariais mais influentes de Nova York, incluindo John Jacob Astor, Peter Cooper e J. Pierpont Morgan. Os membros da câmara foram fundamentais na realização de várias iniciativas importantes na região - incluindo o Canal Erie e a Autoridade de Trânsito da Cidade de Nova York. A Câmara de Comércio sobrevive hoje a partir da fusão, em 2002, da Câmara de Comércio e Indústria de Nova York e da New York City Partnership.